# Radbuza

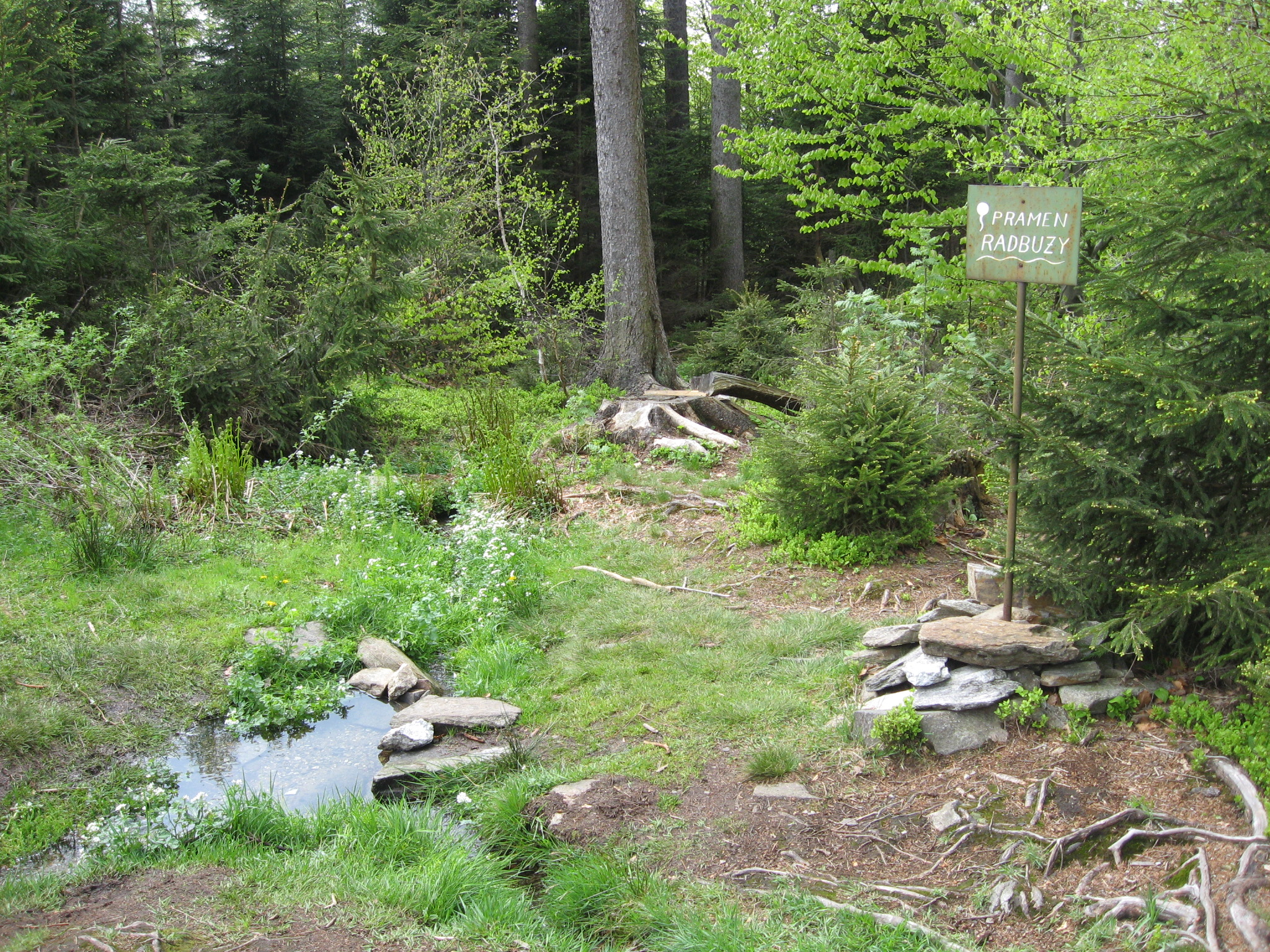
Radbuzaquelle

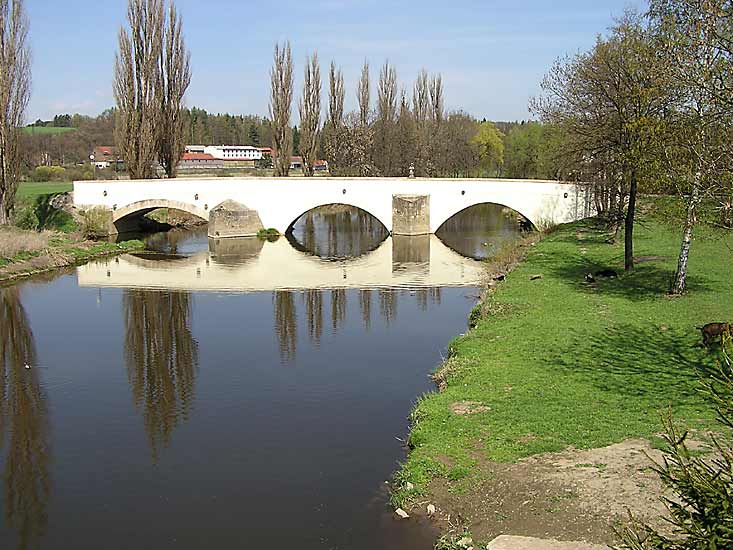
Die Radbuza in Dobřany

Die Radbuza (deutsch Radbusa) ist der rechte Quellfluss der Berounka (Beraun, früher Mies)  in  Tschechien.

## Verlauf
Die Radbuza entspringt östlich von Závist (Neid) bei der Wüstung Liščí Domky (Fuchsenhäuseln) im Oberpfälzer Wald/Český les. Ihre Quelle liegt am westlichen Fuße der Lysá (Lissaberg; 870 m n.m.); 500 Meter südwestlich entspringt die Böhmische Schwarzach/Nemanický potok. Auf ihrem Oberlauf fließt die Radbuza zunächst mit westlicher Richtung nördlich von Závist durch die Wüstung Mlynářka (Schnaggenmühl) und wendet sich dann nach Norden. Entlang ihres schmalen Tales durch den Kamm des Oberpfälzer Waldes liegen Bedřichov (Friedrichshof), Rybník (Waier), Draha (Droht), die Wüstungen Knežská (Pfaffenberg), Stará Huť (Althütten), Velký Horšín (Groß Gorschin), Englova Chaloupka (Engelhäusel), Mostek (Schwanenbrückl), Novosedly (Neubäu), Horní Hamr (Hammerschlag) und Gailschlag sowie die Einschicht Nový Dvůr (Neubäuschleife). An der Kraví hora (Kuhberg; 532 m n.m) bei Smolov (Schmolau) nimmt die Radbuza nordöstliche Richtung. Ihr weiterer Lauf führt vorbei an der Wüstung Cihlářské Domky (Ziegelhäusel), Smolov (Schmolau), Nový Dvůr (Neuhof) sowie den Wüstungen Růžov (Rosendorf) und Růžovský Mlýn (Rosenmühle) durch die Chodská pahorkatina nach Bělá nad Radbuzou (Weißensulz). Anschließend fließt die Radbuza mit südöstlicher Richtung an Újezd Svatého Kříže (Heiligenkreuz), Doubravka (Dobraken), Svržno (Zwirschen) und Nová Chaloupka vorbei. Dort nimmt der Fluss östliche Richtung; vorbei an Hostouň (Hostau), Hostětice, der Wüstung Hamry (Hassatitzer Hammer), Oplotec, Štítary und Tasnovice erreicht die Radbuza die Plaská pahorkatina (Plasser Hügelland). Nachfolgend fließt die Radbuza an Hamerský Mlýn, Svinná, Vítání, der Wüstung Ferdinandovo Údolí (Ferdinandsthal), Medná, Srby (Sirb), Polžice, dem Jagdschlösschen Annaburk (Annaburg), Svatá Anna und Nová Ves vorbei bis Horšovský Týn (Bischofteinitz) wieder nach Südosten. Am Mühlwehr von Svinná hat die Radbuza eine Breite von fünf Metern. Danach nimmt der Fluss nordöstliche Richtung; in seinem breiten Tal durch die Staňkovská pahorkatina (Stankauer Hügelland) liegen die Orte Semošice, Peřina, Křenovy (Kschenowa, früher Křenowa), Vránov, Bílý Mlýn, Staňkov (Stankau), Ohučov, Dolní Kamenice und Holýšov (Holeischen). Beim Semošicer Wehr erreicht der Fluss eine Breite zwischen fünf und zehn Metern; am Wehr bei Ohučov sind es zehn Meter.
Auf dem nachfolgenden Abschnitt, der über Nový Dvůr und Hamerský Mlýn nach Hradec (Hradzen) führt, durchbricht die Radbuza zwischen dem Horzinawald und Trniwald die Merklínská pahorkatina (Merkliner Hügelland) und fließt in die Plzeňská kotlina (Pilsener Becken). Entlang des Flusses folgen die Orte Střelice (Strelitz), Střelický Mlýn (Strelitzer Mühle), Na Farmě, Stod (Staab), Pančava, Mantov, Chotěšov (Chotieschau), Metálka, Vstiš (Stich), Vodní Újezd, Dobřany (Dobrzan), Dobřánky und Dobré Štěstí. Auf diesem Abschnitt erreicht die Radbuza bei Vodní Újezd mit 20 Metern ihre größte Breite. Danach wird die Radbuza zwischen Nová Ves (Neudorf) und Šlovice von der Autobahn D 5 überquert. Auf ihrem Unterlauf erreicht die Radbuza bei Lhota das Stadtgebiet von Pilsen. Unterhalb von Litice bildet der Fluss ein mäanderreiches Kerbsohlental, das als České údolí (Böhmisches Tal) bezeichnet wird; der größte Teil dieses Tales ist seit 1972 zwischen Litice, Černý Most, Valcha, Vinice, Litická Přehrada und Bory vom Stausee České Údolí überflutet. Unterhalb des Staudammes führt die von Pilsen nach Klatovy (Klattau) und zur Autobahn D 5 führende Straße I/27 / E 53 zwischen dem Gefängnis Bory und der Siedlung Výsluní über den Fluss. Der letzte Flussabschnitt führt an Doudlevce, Petrohrad, der Südvorstadt (Jižní Předměstí) und der Ostvorstadt (Východní Předměstí) sowie östlich der Pilsener Innenstadt vorbei. Hier wurden die Flussufer für die städtische Bebauung reguliert und erhöht. Nach 111,5 km vereinigt sich die Radbuza in Pilsen am Brauerei-Areal der Plzeňský Prazdroj mit der Mže/Mies zur Berounka (Beraun). An seiner Mündung hat der Fluss eine Breite von 15 Metern.
Das Einzugsgebiet umfasst insgesamt 2191,8 km², von denen 1267 km² auf die Radbuza oberhalb der Úhlava-Mündung, 919 km² auf die Úhlava sowie 5,8 km² auf den unteren Flussabschnitt zwischen der Úhlava-Mündung und der Einmündung in die Berounka entfallen. Ein geringer Teil des Einzugsgebiets von 7,31 km² liegt in Bayern. Die Radbuza ist fast auf ihrer gesamten Länge befahrbar, ihr Oberlauf im Oberpfälzer Wald jedoch nur bei erhöhtem Wasserstand.
Zwischen Bělá nad Radbuzou und Svržno folgt die Bahnstrecke Domažlice–Tachov dem Lauf der Radbuza. Von Svatá Anna bis Staňkov führt die Bahnstrecke Staňkov–Poběžovice und daran anschließend bis Chotěšov die Bahnstrecke Plzeň–Furth im Wald durch das Radbuzatal; letztere überbrückt den Fluss zwischen Nový Dvůr und Hamerský Mlýn. Ab Dobřany verläuft die Bahnstrecke Železná Ruda–Plzeň entlang der Radbuza, sie überquert den Fluss bei Plzeň-Lhota sowie westlich des Pilsener Hauptbahnhofs.

## Zuflüsse
- Johannesbächlein (l), in Mostek
- Slatinný potok (l), bei Novosedly
- Huťský potok (Karlbach; l), bei Cihlářské Domky
- Bezděkovský potok (Pössigkauer Bach; l), in Bělá nad Radbuzou
- Bystřický potok (Engelbach; r), bei Újezd Svatého Kříže
- Skařezský potok (l), bei Svržno
- Starý potok (Altbach; r), bei Hostouň
- Mělnický potok (Melmitzer Bach; r), in Hostětice
- Slatinný potok (Schlattiner Bach; r), bei Štítary
- Slatina (l), bei Svinná
- Černý potok (r), bei Nová Ves
- Křakovský potok (Krakauer Bach; l), in Horšovský Týn
- Lazecký potok (r), in Horšovský Týn
- Semošický potok (l), bei Semošice
- Lukavice (l) oberhalb von Křenovy
- Zubřina (r), oberhalb von Staňkov
- Puclický potok (l) in Ves Staňkov
- Srbický potok (r), bei Dolní Kamenice
- Chuchla (l), oberhalb von Holýšov
- Střelnice (l), unterhalb von Holýšov
- Hořina (l), oberhalb von Hradec
- Touškovský potok (l), in Hradec
- Merklínka (r), in Stod
- Dnešický potok (r), bei Vstiš
- Chlumčanský potok (r), in Dobřany
- Šlovický potok (r), bei Lhota
- Litický potok (r), in Litice im Stausee České Údolí
- Luční potok (l), bei Valcha im Stausee České Údolí
- Úhlava (r), bei Doudlevce